# Herbert Blumer
Herbert George Blumer (7 maart 1900 - 13 april 1987) was een Amerikaans socioloog en een kernfiguur in de ontwikkeling van het symbolisch interactionisme. Hij stond kritisch tegenover de in zijn tijd heersende stroming in de sociologie, namelijk het functionalisme van Talcott Parsons. 
In tegenstelling tot dit functionalisme dat het sociale als een losstaand en vooraf gegeven iets dacht, geloofde Blumer dat individuen zelf de sociale werkelijkheid rondom hen actief creëren door collectief en individueel handelen. Sociaal samenhandelen (joint action) ontstaat doordat individuen actief de wereld rondom zich betekenis verschaft door een bepaalde situatiedefinitie te onderschrijven en deze steeds weer te toetsen aan de reacties van de andere personen op het eigen sociaal handelen.
Zijn werk inspireerde zich op het denken van de Amerikaanse pragmatist George Herbert Mead en wordt traditioneel geplaatst in de interpretatieve traditie binnen de sociologie die teruggaat op het werk van Max Weber.

## Trivia
- Vanaf 1925 tot 1933 speelde Blumer ook professioneel American football voor de Chicago Cardinals.